# 夜泣石

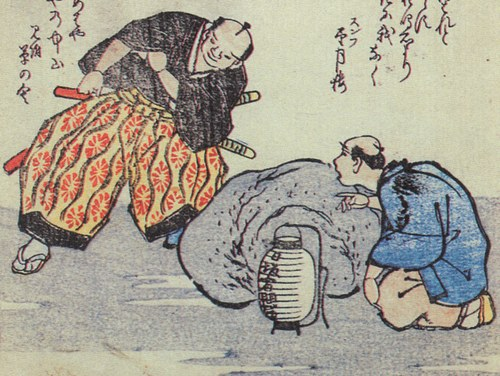
龍齋閑人正澄畫『狂歌百物語』「夜鳴石」

夜泣石（夜泣き石、よなきいし）是日本的石頭傳說。各地有各種夜泣石存在。
大致來說，有會發出哭泣聲或能讓孩子停止在夜間哭泣的兩種。日本各地皆有夜泣石的傳說，其中以靜岡縣的小夜之中山夜泣石最有名，小夜之中山是被殺害者的靈魂附身石頭，使其發出哭聲，另外也有很多是石頭自體發出怪音者。

## 日本各地的夜泣石

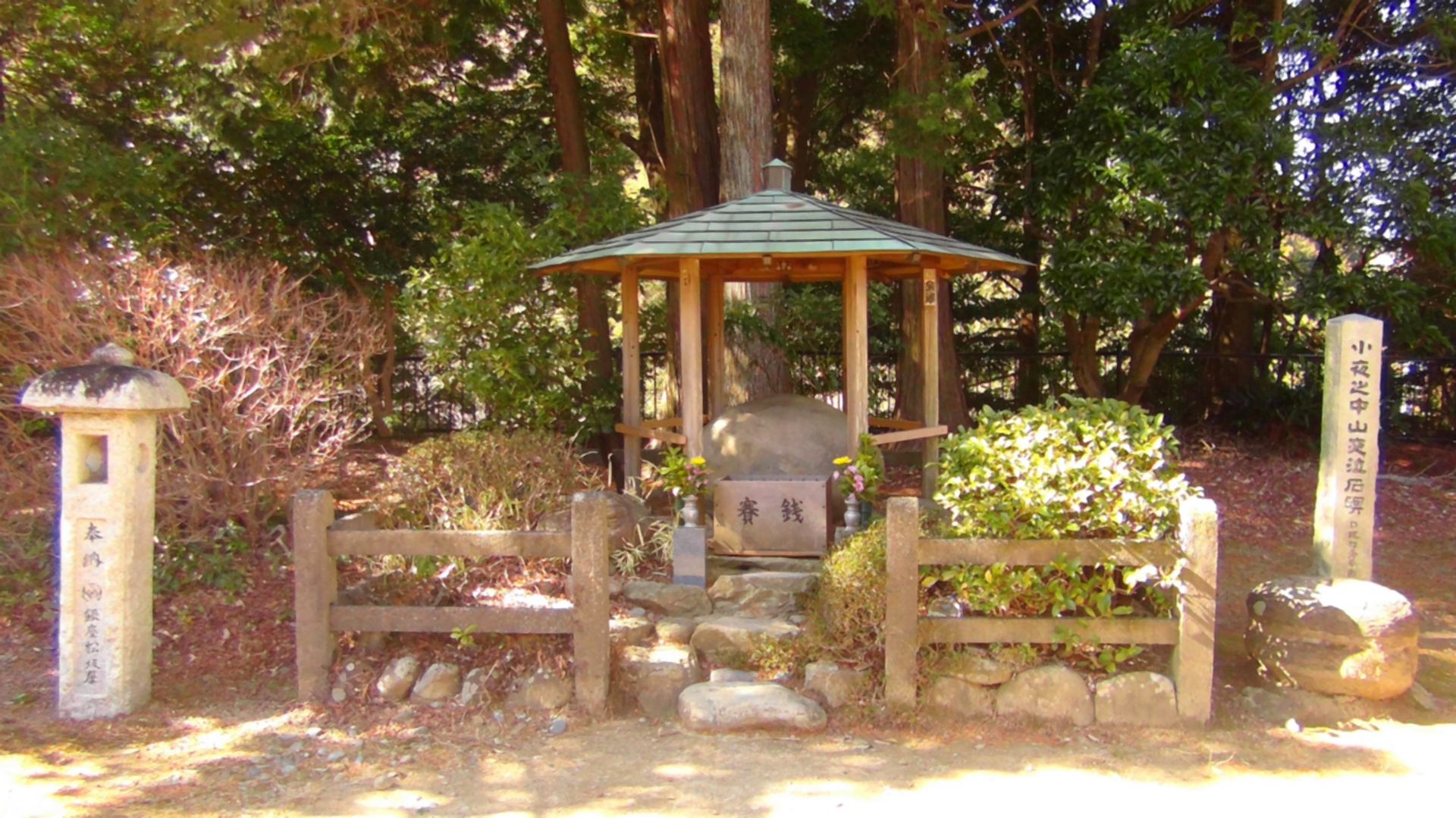
小夜之中山夜泣石

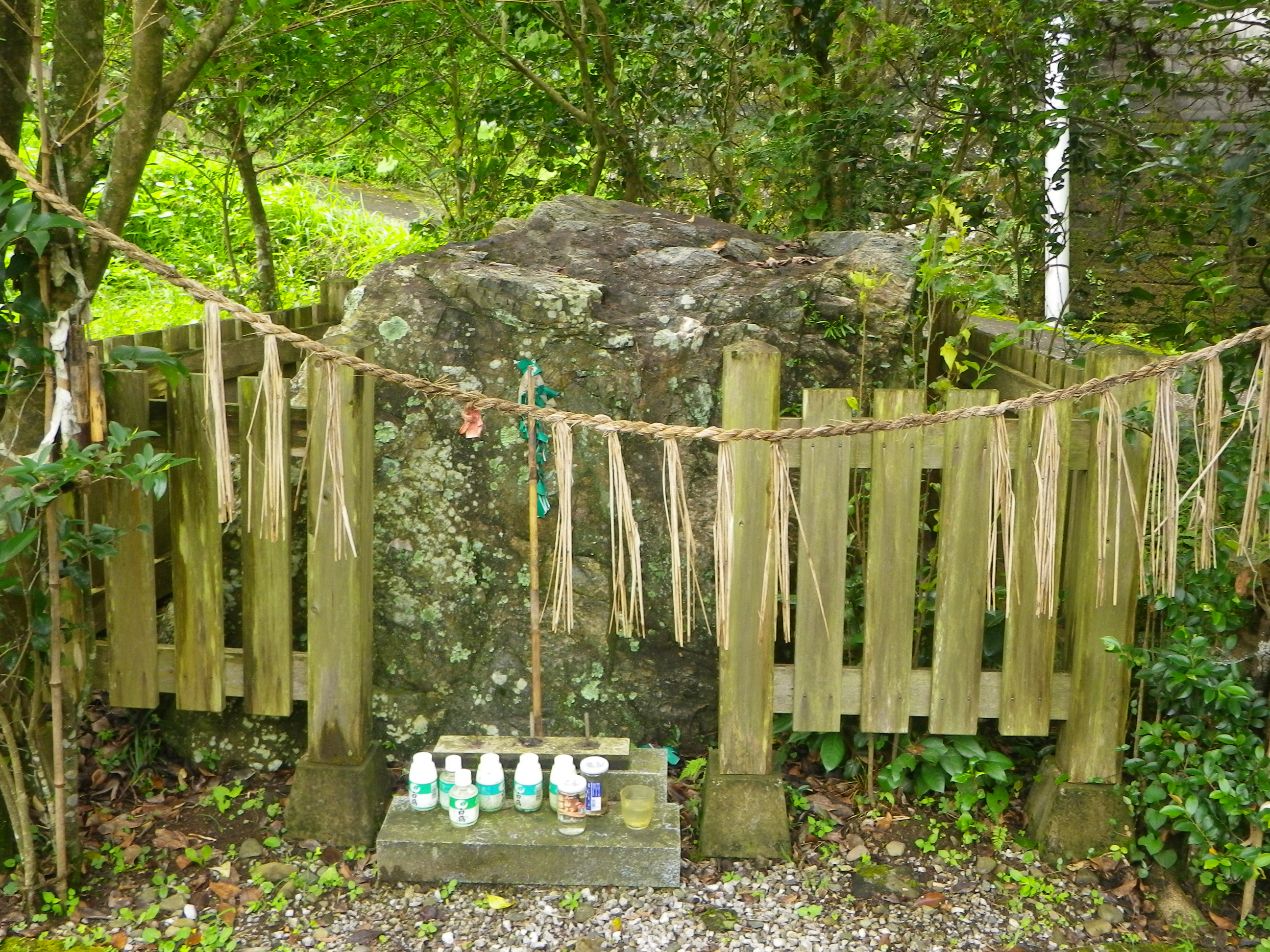
槵觸神社周邊 夜泣石

### 發出哭泣聲
- 栃木縣日光市花石町和久次良町的巨石群之一。
- 千葉縣市川市國府台里見公園 - 據說在里見・北條的合戰戰死的里見廣次之女前來弔念亡父之靈，因身心俱疲倚靠在石頭後氣絕，此後石頭會發出哭泣聲[2]。
- 靜岡縣掛川市佐夜鹿的小夜之中山峠（夜泣石） - 據說是懷孕時被殺害的女子，其靈魂附身的石頭，因思念孩子而哭泣。
- 長野縣飯田市 - 據說是水害之時失去孩子，因此半夜會發出哭聲。
- 京都府京都市八坂神社
- 大阪府交野市源氏瀑布
- 兵庫縣三田市御靈神社

### 停止在夜間哭泣
- 栃木縣河内市法華寺跡地
- 和歌山縣有田市
- 宮崎縣西臼杵郡高千穗町槵觸神社周邊

## 脚注
1. ↑  徳田和夫他. 乾克己他 , 编. . 角川書店. 1986: 936. ISBN 978-4-04-031300-9.
2. ↑  里見公園

## 關連項目
- 矢作神社 (岡崎市) - 唸石